# Anolis granuliceps
Espèce
Synonymes
- Norops granuliceps (Boulenger, 1898)
- Anolis breviceps Boulenger, 1913

Statut de conservation UICN

 LC  : Préoccupation mineure

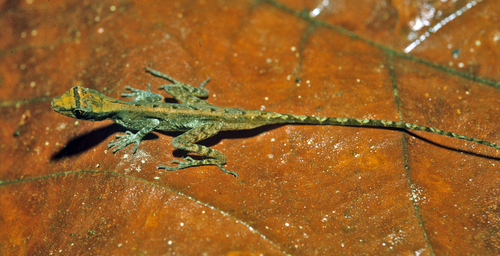
Anolis granuliceps

Anolis granuliceps est une espèce de sauriens de la famille des Dactyloidae.

## Répartition
Cette espèce se rencontre dans l'ouest de la Colombie et en Équateur.

## Publication originale
- Boulenger, 1898 : An account of the reptiles and batrachians collected by Mr. W. F. H. Rosenberg in western Ecuador.  Proceedings of the Zoological Society of London, vol. 1898, no 1, p. 107-126 (texte intégral).